# Парасунько Онуфрій Арсенович
Онуфрій Арсенович Парасунько (12 червня 1913, Озаринці — 13 липня 1992, Київ) — український історик, дослідник історії України другої половини ХІХ — початку XX століття, доктор історичних наук, професор (з 1966 року). Заслужений діяч науки УРСР (з 1981 року).

## Біографія
Народився 12 червня 1913 року в селі Озаринцях (нині Могилів-Подільського району Вінницької області). У 1930 році закінчив Могилів-Подільський педагогічний технікум, працював вчителем у сільських школах на Вінниччині. У 1940 році закінчив юридичний факультет Київського державного університету. У 1940–1941 роках — проректор Чернівецького державного університету.
Учасник німецько-радянської війни. Нагороджений орденами Червоної Зірки, Вітчизняної війни І ступеня, медалями.
У 1946–1948 роках — заступник декана юридичного факультету Київського державного університету, у 1948–1949 роках — старший викладач основ марксизму-ленінізму Київського заочного юридичного інституту. У 1949 році захистив кандидатську дисертацію на тему: «Загальний страйк у Києві у 1903 році». У 1949–1963 і 1967–1971 роках — старший науковий співробітник відділу історії капіталізму, у 1963–1967 роках — завідувач відділу історії міст і сіл УРСР Інституту історії АН УРСР. У 1963 році захистив докторську дисертацію за монографією «Положение и борьба рабочего класса Украины (60-90-е гг. XIX в.)». У 1971–1992 — завідувач кафедрою історії СРСР Київського державного інституту культури.
Помер в Києві 13 липня 1992 року.

## Праці
Автор більше 100 наукових праць. Серед них:
- Положение и борьба рабочего класса Украины (60-90-е годы XIX в.). — Київ, 1963;
- Массовая политическая забастовка в Киеве в 1903 г. — Київ, 1953.